# Hagar Ben-Ari
Hagar Ben-Ari (hebräisch הָגָר בן ארי; * 1979 oder 1980 in Tel Aviv-Jaffa) ist eine israelische Bassistin.

## Leben
Durch ihren als Gitarrenlehrer tätigen Vater Carlos Ben Ari kam Hagar mit musikalischer Früherziehung in Kontakt und lernte zunächst Blockflöte und Gitarre. Ihr Vater veranlasste sie, sich im Alter von 14 Jahren am E-Bass ihrer Schwester zu versuchen.
Als ihre frühen musikalischen Einflüsse benennt Ben-Ari vor allem Meshell Ndegeocello und Charles Mingus. Später kamen Pino Palladino, Chuck Rainey und Paul Jackson hinzu. Sie probte unter anderem mit ihrem Landsmann Yossi Fine – dem früheren Bassisten von Ndegeocello – und wurde rasch lokal in Israel bekannt. Zusammen mit Achinoam Nini tourte sie durch Europa und wurde dann Bandleaderin der Hausband der von Dudu Topaz moderierten Comedytalkshow Rashut Habidur (später umbenannt in Ha’Rishon Ba’Bidur) – der erfolgreichsten Sendung der israelischen Fernsehgeschichte.
Auf der Suche nach neuen künstlerischen Herausforderungen emigrierte sie 2003 in die Vereinigten Staaten und zog nach New York City. Dort war Hagar Ben-Ari vier Jahre lang Mitglied von The Pimps of Joytime, einer Soulband aus dem Stadtbezirk (Borough) Brooklyn. 2008 begleitete sie Moby auf seiner Welttournee und 2011 spielte sie für einige Zeit mit Sharon Jones & the Dap Kings. Dabei waren sie unter anderem Vorgruppe von Prince und traten auf dem Newport Folk Festival auf. Es folgten weitere Kollaborationen unterschiedlicher Dauer mit Allison Miller’s Big Molasses (unter anderem auf dem Red Hook Jazz Festival 2013), Jason Crosby und Teddy Kumpel. Nach einer Jamsession mit dem Multiinstrumentalisten und Improvisationskünstler Reggie Watts schloss sie sich dessen Band Karen an, die seit März 2015 als Hausband der neuen The Late Late Show with James Corden auf CBS fungiert, aber auch außerhalb der Show häufige Auftritte hat.
Hagar Ben-Ari spielt zumeist einen Fender Precision Bass.